# Сьмярдово-Краєнське
Сьмярдово-Краєнське (пол. Śmiardowo Krajeńskie, нім. Schmirtenau; before 1909: Smirdowo) — село в Польщі, у гміні Краєнка Злотовського повіту Великопольського воєводства.
Населення — 521 особа (2011).
У 1975-1998 роках село належало до Пільського воєводства.

## Демографія
Демографічна структура станом на 31 березня 2011 року:
|          | Загалом | Допрацездатний вік | Працездатний вік | Постпрацездатний вік |
| -------- | ------- | ------------------ | ---------------- | -------------------- |
| Чоловіки | 265     | 78                 | 169              | 18                   |
| Жінки    | 256     | 71                 | 145              | 40                   |
| Разом    | 521     | 149                | 314              | 58                   |